# Rossana Mariano
Rossana Mariano, född Maria Rossana Marano 15 november 1961 i Stockholm, är en svensk skådespelare, tidigare barnskådespelare.

## Filmografi
- 1989 - Hajen som visste för mycket
- 1973 - Scener ur ett äktenskap
- 1972 - Viskningar och rop